# Вартіс
«Вартіс» (Vartis) — українська компанія, яка працює на ринку металопрокату вже більше 20 років. З 2016 року вона займає провідні позиції серед українських металотрейдерів.
Vartis здійснює комплексне постачання металопрокату на будівельні об'єкти та промислові підприємства, працює з тисячами роздрібних та оптових клієнтів.
Компанія активно займається розвитком власних оптових та роздрібних металоцентрів по всій території України і забезпечує постійну наявність понад 3500 позицій асортименту металопрокату та будівельних товарів на своїх складах.

## Історія
Команда Vartis, яка сформувалася 2001 року, пройшла масштабну трансформацію в Національну мережу металу «Vartis» у 2006 році, обравши якісно новий шлях ведення лояльного до клієнтів бізнесу.

###### 2022 рік
У лютому 2022 року після вторгнення Росії на територію України, компанії вдалося швидко переналаштувати роботу і в умовах війни не вдатися до масштабного скорочення працівників, зберегти свої позиції на ринку, евакуювати фахівців та металопродукти з небезпечних територій.
Швидка перебудова бізнес-процесів дозволила компанії функціонувати максимально ефективно та зберегти свої позиції на ринку.
Компанія Vartis вивчала можливість експортувати українську металопродукцію на ринок Європи для наповнення бюджетів різних рівнів за рахунок податків та для функціонування галузі в Україні і збереження робочих місць.
Під час вторгнення Росії на українські території у лютому-березні 2022 року постраждали склади компанії у Гостомелі та Бучі, але все вдалося швидко оновити влітку 2022 року.

## Структура компанії
Головний офіс компанії знаходиться у м. Вишневе,  вул. Київська, 21. Металоцентри Vartis є на території всієї України. Переважно — в західних та центральних областях. Найбільша кількість металоцентрів компанії — у Києві та Київській області. Станом на жовтень 2022 року на території України функціонує 43 оптові та роздрібні металоцентри Vartis.

## Реалізовані проекти
«Вартіс» брав активну участь в реалізації таких масштабних проектів:
- Реконструкція НСК «Олімпійський» 2008-2011;
- Транспортні розв'язки на автошляху Київ-Чоп М06;
- Залізнично-автомобільний мостовий перехід через Дніпро в Києві;
- Подільський мостовий перехід;
- Будівництво станцій ОТЛ Київського метрополітену в 2004—2010[5].

Також компанія Вартіс постачає металопрокат основним компаніям-забудовникам Київського регіону.

## Про компанію у медіа
Компанія Vartis зустрічається в просторі медіа України.
Комерційний директор Vartis Сергій Коваленко давав промисловим виданням прогнози щодо зміни цін на метал у 2022 році, розповідав про важливість відкриття морських портів для експорту металосировини та металопродуктів та ін.

## Цифри
- 38 000 клієнтів довіряють Vartis з початку діяльності;
- більше 500 співробітників працюють в Vartis;
- загальна площа складів для зберігання металопрокату — 55 тис. м² (8 футбольних полів);
- 35 власних авто для доставки товару споживачам;
- 43 металоцентри, кількість яких постійно зростає.